# キネマ・パニック
キネマ・パニック (原題：Box-Office Bunny) とは1991年に公開された、ルーニー・テューンズの映画作品である。

主演はバッグス・バニー、ダフィー・ダック、エルマー・ファッド。また、ジェフ・バーグマンが上記のキャラクターを演じた最初の作品である。

## あらすじ
バッグス・バニーの巣穴の上にシネミニアムという映画館が建設された。映画の音声が気になり映画館に潜入するも、チケットを持っていないとして偶然にも映画館スタッフのエルマー・ファッドに見つかり同じく図書館利用カードでピッキングして映画館に潜入したダフィー・ダックと共に追いかけられる。

## キャスト
| キャラクター       | 原語版             | 現行吹き替え版 |
| ------------------ | ------------------ | -------------- |
| バッグス・バニー   | ジェフ・バーグマン | 山口勝平       |
| ダフィー・ダック   | ジェフ・バーグマン | 高木渉         |
| エルマー・ファッド | ジェフ・バーグマン | チョー         |
| ナレーション       | -                  | 梅津秀行       |